# K.L. Reich
K. L. Reich és una novel·la d'educació, gairebé autobiogràfica, de Joaquim Amat-Piniella. La primera versió en fou escrita entre 1945 i 1946 a Andorra, un any després que el seu autor fos alliberat del Kommando annex a Mauthausen, Ternberg, però no fou publicada en català fins a l'any 1963, en una versió retreballada per Joaquim Amat-Piniella al llarg de 16 anys.
La novel·la, basada en fets reals, explica les condicions de vida del protagonista i dels seus companys, republicans espanyols deportats a Mauthausen.

## Història de la publicació
Després que Amat-Piniella fos alliberat del Mauthausen-Gusen i després d'una breu parada a París, es va traslladar a Sant Julià de Lòria, entre el setembre de 1945 i l'abril de 1946. És en aquest indret andorrà on Amat-Piniella escriu la primera versió de K. L. Reich en català. Paral·lelament, reescriu també el poemari Les llunyanies, poemes d'exili (1940-1946).
No va ser fins al febrer 1963 que Amat aconseguí publicar per primer cop l'obra. Va haver de ser publicada en castellà, autocensurada i mitjançant un amic seu, Carles Barral, per poder aconseguir superar la censura franquista. Aquesta primera publicació posava fi a setze anys d'intents fallits de publicar l'obra enfront del règim i la censura. Tot i així, anteriorment ja havia aconseguit publicar-ne alguns capítols en algunes publicacions: Per Catalunya (1945), Antologia (1947) i Por qué (1963).
Pocs mesos després i sota el guiatge de Joan Sales, K. L. Reich va veure la llum en llengua catalana. Això sí, fou una versió amb modificacions remarcables pròpies de Sales. Exactament, va ser el juny de 1963 quan se'n feu la primera tirada amb l'editorial Club Editor.

## Estructura
La novel·la està dividida en divuit capítols i un paratext, anomenat "Nota de l'autor", en el qual Amat explicita l'objectiu, l'elecció del gènere i la finalitat de la seva obra. Altrament, es pot subdividir en una seixantena de seqüències, separades amb un doble espai en blanc, enteses com a unitats espaciotemporals; en cadascuna hi ha una obertura, un conflicte i una resolució o suspensió d'aquest conflicte. Amat fa ús de l'anacronia de la simultaneïtat seqüencial i la construcció paral·lelística de les línies d'acció, fet que provoca que el tancament d'algunes seqüències es resolguin més enllà de la mateixa seqüència.

## Personatges
Els personatges principals, els podem subdividir entre presoners i botxins. En el primer grup hi ha en Francesc, en Werner, n'August, n'Ernest, en Vicenç, n'Emili, en Manuel i en Rubio, i en el segon grup hi ha en Hans Gupper, en King-kong i en Popeye.

## Edicions
- Joaquim Amat-Piniella. K. L. Reich. Club Editor. Barcelona, 2005. (ISBN: 978-84-7329-107-1). Aquesta edició presenta la versió definitiva de la novel·la, publicada per Joaquim Amat-Piniella el 1963 sense talls ni modificacions de censura.
- Joaquim Amat-Piniella. K. L. Reich. Edicions 62. Barcelona: 2001. (ISBN: 978-84-297-5672-2). Aquesta edició presenta la versió primera de la novel·la, escrita per Joaquim Amat Piniella el 1945-46, en un text fixat el 2001 per David Serrano, professor de Filologia Catalana de la UOC i director del CILEC (Centre d'Investigació de la Literatura Europea Concentracionària).

## Traduccions
El juny de 2014, se'n va presentar una edició en anglès publicada per la Wilfrid Laurier University Press del Canadà.